# International Game Developers Association
L'International Game Developers Association (IGDA) è un'associazione di professionisti non-profit statunitense mirata a promuovere e tutelare gli sviluppatori di videogiochi.

## Storia
La Computer Game Developers Association (CGDA) venne inaugurata nel 1995, in seguito al tentativo non riuscito di approvare il Video Game Rating Act del 1994, che prevedeva l'istituzione di un'agenzia chiamata Interactive Entertainment Rating Commission. Il primo presidente dell'associazione fu Ernest Adams. La CGDA assunse il nome attuale nel 1999.
Alla fine del 2010, l'International Game Developers Association contava oltre 10.000 dipendenti; nel 2021 il loro numero salì a oltre 12.000.